# Петрово (Уренский район)
Петрово — опустевшая деревня в составе Устанского сельсовета в Уренском районе Нижегородской области.

## География
Находится на расстоянии примерно 12 километров по прямой на запад-юго-запад от районного центра города Урень.

## История
Известна с 1723 года. В 1870 году имелось 7 дворов и проживало 39 человек. Жители исповедовали старообрядчество. До 1768 деревня была владением дворцовой канцелярии, после Придворной конторы, с 1797 удельной, название по фамилии владельца местных лесов. В советское время работал колхоз «Ударник». Последняя жительница выехала из деревни в середине 1990-х годов.

## Население
Постоянное население не было учтено как в 2002 году, так и в 2010.